# بروتون (برمجية)
بروتون أو Proton بالإنجليزية هي طبقة توافق لألعاب مايكروسوفت ويندوز لتعمل على أنظمة تشغيل تعتمد على لينكس. تم تطوير بروتون من قبل فالف وهو مشتق من واين (برنامج) . يتضمن بروتون العديد من التصحيحات والمكتبات لتحسين الأداء والتوافق مع ألعاب ويندوز. تم تصميم بروتون ليدمج مع عميل ستيم باسم «ستيم بلاي» أو (Steam Play) بالإنجليزية.

## نظرة عامة
تم إصدار بروتون في 21 أغسطس 2018. عند الإصدار، أعلنت فالف عن القائمة البيضاء التي تضم 27 لعبة تم اختبارها واعتمادها لأداء مماثل في ويندوز دون الحاجة إلى تعديل المستخدم. وتشمل دوم 2016 و كوايك و فاينل فانتسي 6.
يدمج بروتون العديد من المكتبات التي تحسن الأداء ثلاثي الأبعاد. وتشمل طبقات ترجمة فولكان -إلى- دايركت ثري دي، وهي دي 9 في كيه (D9VK) لـ دايركت ثري دي 9 (Direct3D 9)، ودي أكس في كيه (DXVK) لـ دايركت ثري دي 10 و 11، وفي كيه دي ثري دي (VKD3D) لـ دايركت ثري دي 12. اعتبارا من ديسمبر 2019، تم دمج دي9 في كيه (D9VK) إلى دي أكس في كيه (DXVK)، الذي كان في الأصل أنه مشتق منه.

## التوافق
كونه مشتق من واين، يحافظ بروتون على توافق مماثل للغاية مع تطبيقات ويندوز مثل نظيره المنبع. بالإضافة إلى القائمة البيضاء الرسمية، فإن جزءًا كبيرًا جدًا من كتالوج ويندوز متوافق،  وإن كان ذلك بشكل غير رسمي مع بروتون. يمكن للمستخدم اختياريًا استخدام بروتون لعنصر أو لعبة معينة، حتى إذا كان إصدار لينكس موجودًا بالفعل[بحاجة لمصدر].